# Colentina (Bucarest)
Colentina es un barrio de Bucarest, situado dentro del Sector 2, al noreste de la capital de Rumanía. Se extiende alrededor del bulevar del mismo nombre. Según la etimología local, la palabra "Colentina" deriva del rumano "colea-n-tină" (allá, en el fango), al ser ésta la respuesta dada por Matei Basarab cuando alguien le preguntó por el lugar donde había derrotado al ejército turco otomano.
Por este barrio discurre el río del mismo nombre y se pueden encontrar unos cuantos lagos. El Bulevar Colentina, que pasa por el medio del barrio, es una de las principales vías de comunicación de Bucarest, puesto que conecta las partes centrales de la capital con su extrarradio.
- Datos: Q2162119
- Multimedia: Colentina / Q2162119